# Pedinophyllum monoicum
Pedinophyllum monoicum là một loài rêu tản trong họ Plagiochilaceae. Loài này được (Stephani) Grolle miêu tả khoa học lần đầu tiên năm 1960.